# Circulation: Arrhythmia and Electrophysiology
Circulation: Arrhythmia and Electrophysiology (skrót: Circ Arrhythm Electrophysiol.) – amerykańskie naukowe czasopismo kardiologiczne o zasięgu międzynarodowym, wydawane od 2008. Specjalizuje się w badaniach nad arytmią oraz elektrofizjologią serca. Oficjalny organ American Heart Association. Miesięcznik. Ukazuje się tylko w wersji online.
Czasopismo jest częścią rodziny tytułów naukowych wydawanych przez American Heart Association/American Stroke Association (AHA/ASA). Pokrewne czasopisma wydawane przez AHA/ASA to: „Arteriosclerosis, Thrombosis, and Vascular Biology”, „Circulation”, „Circulation Research”, „Stroke”, „Journal of the American Heart Association” (JAHA), „Circulation: Cardiovascular Imaging”, „Circulation: Cardiovascular Genetics”, „Circulation: Heart Failure”, „Circulation: Cardiovascular Interventions”, „Circulation: Cardiovascular Quality and Outcomes” oraz „Hypertension”. Kwestie wydawniczo-techniczne tytułu leżą w gestii medycznej marki wydawniczej Lippincott Williams & Wilkins, która należy do koncernu Wolters Kluwer.
Czasopismo publikuje oryginalne, recenzowane artykuły o znaczeniu klinicznym, koncentrujące się na patofizjologii, diagnostyce i leczeniu arytmii serca oraz artykuły związane z badaniami i praktyką kliniczną w zakresie elektrofizjologii serca.
Redaktorem naczelnym (ang. editor-in-chief) czasopisma jest od lipca 2017 roku Paul J. Wang – profesor medycyny sercowo-naczyniowej związany z Uniwersytetem Stanforda.
Pismo ma współczynnik wpływu impact factor (IF) wynoszący 4,712 (2017) oraz wskaźnik Hirscha równy 81 (2017). W międzynarodowym rankingu SCImago Journal Rank (SJR) mierzącym wpływ, znaczenie i prestiż poszczególnych czasopism naukowych „Circulation: Arrhythmia and Electrophysiology” zostało w 2017 sklasyfikowane na 22. miejscu wśród czasopism z dziedziny kardiologii i medycyny sercowo-naczyniowej. W polskich wykazach czasopism punktowanych przez Ministerstwo Nauki i Szkolnictwa Wyższego publikacja w tym czasopiśmie otrzymywała w latach 2013–2016 po 40 punktów.